# Эрестад (станция метро)
Э́рестад (дат. Ørestad) — железнодорожная станция, а также станция Копенгагенского метрополитена. Расположена в центре нового района Эрестад в Копенгагене, Дания.
Доставка пассажиров поездами M1 и S (региональный поезд) до Копенгагенского аэропорта Каструпа, в центр города и в Мальмё (Швеция).